# Enrique Villar Yebra
Enrique Villar Yebra (Granada, 9 de noviembre de 1922 - ibídem, 13 de diciembre de 2001) fue un pintor paisajista español.

## Biografía
Villar Yebra nació en la placeta de Carvajales situada en pleno barrio del Albaicín. A los cuatro años de edad comenzó a sentir su vocación por el dibujo. La afición a dibujar paisajes y temas ferroviarios vienen a motivarlo desde pequeño; así, el carmen del Mauror y la estación de ferrocarril constituían para él observatorios entrañables en los que se inicia en el arte del trazado y la silueta. A los quince años comienza su afición por la música integrándose en la banda de las Escuelas del Ave María dónde desarrollará sus estudios de saxofón. En la Escuela de Artes y Oficios fue alumno de dibujo artístico del pintor paisajista Joaquín Capulino Jáuregui, al mismo tiempo que asiste a las clases de dibujo con modelo del natural en el Centro Artístico, Literario y Científico de Granada, donde, en 1941, realiza su primera exposición individual con el tema "Paisajes de la Alhambra y el Generalife". Tras una segunda exposición también en el Centro Artístico, ingresa en la Escuela Superior de Bellas Artes de Sevilla. Trasladado a Barcelona, expone en ella en 1949. Allí trabajó como dibujante e ilustrador de novelas e historietas, aprendiendo simultáneamente con el maestro Miguel Farré, si bien Yebra se reconoce más influenciado por Eugenio Gómez Mir, Joseph Mallord William Turner y Frank Brangwyn. En otros aspectos de su vida, ha sido guía-intérprete de Turismo de la ciudad de Granada y columnista de los periódicos granadinos Patria e Ideal durante más de veinte años, habiendo desarrollado, así mismo, su trabajo, para la Comisión de Patrimonio y para el Gabinete Pedagógico de Bellas Artes. Es autor de varios libros, livianos y simpáticos, sobre su Granada natal. Algunos de sus títulos son: Albaicín, Guía de Granada (traducida al francés y al inglés), El casco antiguo de Granada, además de ser autor de varias obras de tema ferroviario, como Atención al Tren. Su última obra "recopilatoria" vio la luz en 1998, su título es, "Granada Insólita". A lo largo de su vida ha recibido distintos galardones.

## Obra

### Libros de Villar Yebra
- Albaicín. 1ª ed. (Granada, Imprenta Márquez), 1966. [2º ed. (Granada, Imprenta Ave María), 1991].
- Atención al tren. (Granada, Imprenta Muñoz), 1983. [Nota: Libro autógrafo].
- Las murallas. Madrid: Azur, 1983.(Los Papeles del carro de San Pedro, 13).
- La torre de los siete suelos, en colaboración con Carmen Rienda. (Granada, Imprenta Muñoz), 1985. [Nota: Cuaderno autógrafo].
- El último viaje: (la "Anita"). (Granada, Imprenta Muñoz), 1986. [Nota: Libro autógrafo].
- Granada Siempre. [Granada] (Honda del Realejo, 28, 18009), 1988. [Nota: Revista]
- El casco antiguo de Granada. Granada: Albaida, 1989.
- Impresiones de Granada. Granada: Albaida, 1991.
- Una visita a Granada. Granada: Albaida, 1992.
- Recuerdos granadinos. La ciudad y la gente.Granada: Albaida, 1993.
- El Albaicín. Granada: Albaida, 1997.
- Granada Insólita. Granada: Albaida, 1998.

### Libros ilustrados por Villar Yebra
- ANTEQUERA, Marino. La Alhambra y el Generalife. Ilutrado por Enrique Villar Yebra; Fotografías de Miguel Sánchez. Granada: Padre Suárez, 1965.
- ALONSO GÓMEZ, José. La vida del Centro Artístico. I Parte. (De 1885 a 1908). Ilustrado por Enrique Villar Yebra.
- ALONSO GÓMEZ, José. La vida del Centro Artístico. II Parte. (De 1908 a 1923). Ilustrado por Enrique Villar Yebra. (Granada, Imprenta Muñoz), c.a. 1990.
- ESPINOSA, José. Paseando por el Albaicín. (Granada, Gráficas San Rafael), 1995.